# Gizay
Gizay est une commune du Centre-Ouest de la France, située dans le département de la Vienne en région Nouvelle-Aquitaine.
Ses habitants sont appelés les Gizayens.

## Géographie

### Localisation
Petite commune à 20 km au sud est de Poitiers.

### Communes limitrophes
| La Villedieu-du-Clain | Nieuil-l'Espoir          |        |
| Aslonnes              | Gizay                    | Vernon |
| Marnay                | Saint-Maurice-la-Clouère |        |

### Géologie et relief
Le point culminant se situe sur la route des Cartes (commune de la Villedieu-du-Clain) au sud de la Chavignerie avec une altitude de 137 m.

### Paléontologie
Aucune étude n'a encore été faite sur ce sujet. On peut y trouver des coraux (Isastrea bernardiana), des oursins irréguliers (Clypeus plotii, Icoctycus), des lys de mer (isocrinidés), des brachiopodes (térébratules), des lamellibranches (Alectronia), des rostres de belemnites,(Holcobelus munieri), et de rares morceaux de spongiaires, datant du Jurassique moyen, (Bajocien supérieur)(découverte amateur).

### Climat
Pour des articles plus généraux, voir Climat de la Nouvelle-Aquitaine et Climat de la Vienne.
Historiquement, la commune est exposée à un climat océanique du nord-ouest.  
En 2020, Météo-France publie une typologie des climats de la France métropolitaine dans laquelle la commune est exposée à un climat océanique altéré et est dans la région climatique  Poitou-Charentes, caractérisée par un bon ensoleillement, particulièrement en été et des vents modérés.
Pour la période 1971-2000, la température annuelle moyenne est de 11,8 °C, avec une amplitude thermique annuelle de 14,6 °C. Le cumul annuel moyen de précipitations est de 770 mm, avec 11,3 jours de précipitations en janvier et 6,8 jours en juillet. Pour la période 1991-2020, la température moyenne annuelle observée sur la station météorologique la plus proche, située sur la commune de La Ferrière-Airoux à 13 km à vol d'oiseau, est de 12,4 °C et le cumul annuel moyen de précipitations est de 762,1 mm,. Pour l'avenir, les paramètres climatiques de la commune estimés pour 2050 selon différents scénarios d’émission de gaz à effet de serre sont consultables sur un site dédié publié par Météo-France en novembre 2022.

## Urbanisme

### Typologie
Au 1er janvier 2024, Gizay est catégorisée commune rurale à habitat dispersé, selon la nouvelle grille communale de densité à sept niveaux définie par l'Insee en 2022.
Elle est située hors unité urbaine. Par ailleurs la commune fait partie de l'aire d'attraction de Poitiers, dont elle est une commune de la couronne,. Cette aire, qui regroupe 97 communes, est catégorisée dans les aires de 200 000 à moins de 700 000 habitants,.

### Occupation des sols

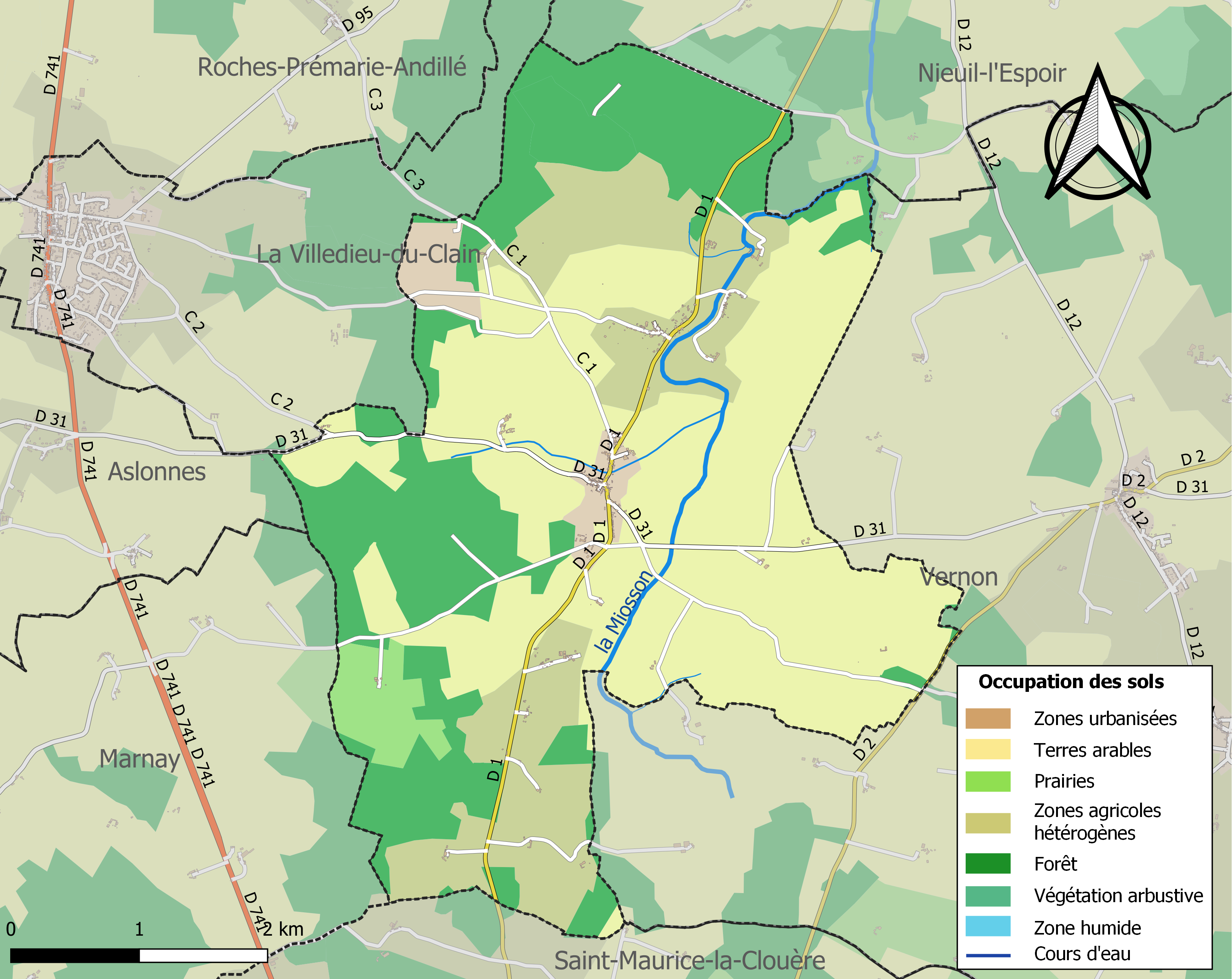
Carte des infrastructures et de l'occupation des sols de la commune en 2018 (CLC).

L'occupation des sols de la commune, telle qu'elle ressort de la base de données européenne d’occupation biophysique des sols Corine Land Cover (CLC), est marquée par l'importance des territoires agricoles (69,4 % en 2018), une proportion sensiblement équivalente à celle de 1990 (69,7 %). La répartition détaillée en 2018 est la suivante : 
terres arables (47,6 %), forêts (27,5 %), zones agricoles hétérogènes (19,1 %), prairies (2,8 %), zones urbanisées (1,6 %), mines, décharges et chantiers (1,6 %).
L'IGN met par ailleurs à disposition un outil en ligne permettant de comparer l’évolution dans le temps de l’occupation des sols de la commune (ou de territoires à des échelles différentes). Plusieurs époques sont accessibles sous forme de cartes ou photos aériennes : la carte de Cassini (XVIIIe siècle), la carte d'état-major (1820-1866) et la période actuelle (1950 à aujourd'hui).

### Risques majeurs
Le territoire de la commune de Gizay est vulnérable à différents aléas naturels : météorologiques (tempête, orage, neige, grand froid, canicule ou sécheresse), inondations, feux de forêts, mouvements de terrains et séisme (sismicité modérée). Il est également exposé à deux risques technologiques,  le transport de matières dangereuses et le risque nucléaire. Un site publié par le BRGM permet d'évaluer simplement et rapidement les risques d'un bien localisé soit par son adresse soit par le numéro de sa parcelle.

#### Risques naturels
Certaines parties du territoire communal sont susceptibles d’être affectées par le risque d’inondation par débordement de cours d'eau, notamment la Miosson. La commune a été reconnue en état de catastrophe naturelle au titre des dommages causés par les inondations et coulées de boue survenues en 1982, 1983, 1999 et 2010,.
Gizay est exposée au risque de feu de forêt. En 2014, le deuxième plan départemental de protection des forêts contre les incendies (PDPFCI) a été adopté pour la période 2015-2024. Les obligations légales de débroussaillement dans le département sont définies dans un arrêté préfectoral du 29 mai 2015,, celles relatives à l'emploi du feu et au brûlage des déchets verts le sont dans un arrêté permanent du 24 mai 2015,.

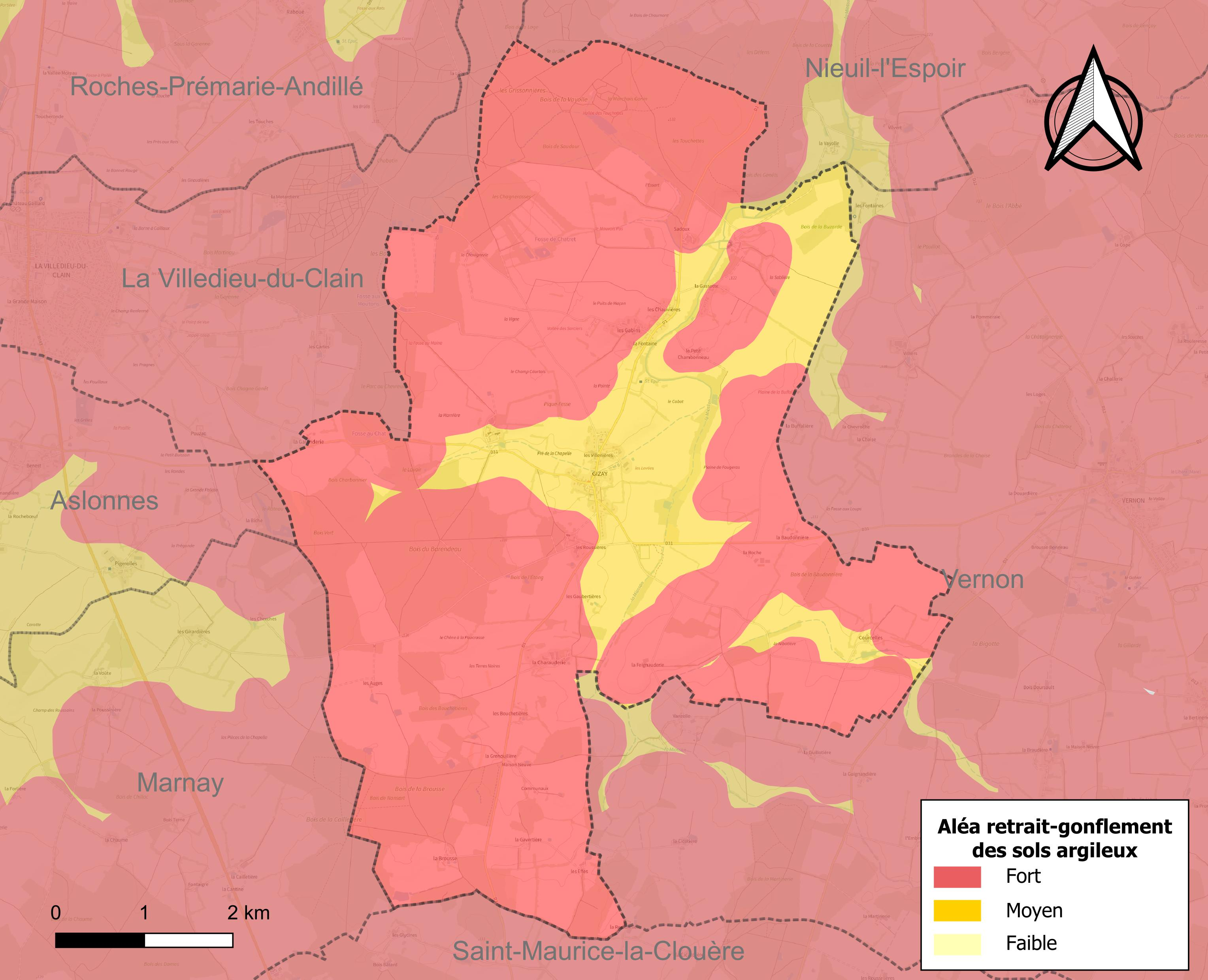
Carte des zones d'aléa retrait-gonflement des sols argileux de Gizay.

Les mouvements de terrains susceptibles de se produire sur la commune sont des affaissements et effondrements liés aux cavités souterraines (hors mines) et des tassements différentiels. Afin de mieux appréhender le risque d’affaissement de terrain, un inventaire national permet de localiser les éventuelles cavités souterraines sur la commune. Le retrait-gonflement des sols argileux est susceptible d'engendrer des dommages importants aux bâtiments en cas d’alternance de périodes de sécheresse et de pluie. La totalité de la commune est en aléa moyen ou fort (79,5 % au niveau départemental et 48,5 % au niveau national). Depuis le 1er octobre 2020, en application de la loi ÉLAN, différentes contraintes s'imposent aux vendeurs, maîtres d'ouvrages ou constructeurs de biens situés dans une zone classée en aléa moyen ou fort,.
La commune a été reconnue en état de catastrophe naturelle au titre des dommages causés par la sécheresse en 1989, 1992, 2003, 2011 et 2017 et par des mouvements de terrain en 1999 et 2010.

#### Risque technologique
La commune étant située dans le périmètre du plan particulier d'intervention (PPI) de 20 km autour de la centrale nucléaire de Civaux, elle est exposée au risque nucléaire. En cas d'accident nucléaire, une alerte est donnée par différents médias (sirène, sms, radio, véhicules). Dès l'alerte, les personnes habitant dans le périmètre de 2 km se mettent à l'abri. Les personnes habitant dans le périmètre de 20 km peuvent être amenées, sur ordre du préfet, à évacuer et ingérer des comprimés d’iode stable,,.

## Histoire
Grâce au travail d'archéologie aérienne de Christian Richard, la villa gallo-romaine de Gisiacum a pu être découverte. N'ayant pas encore été prospectée, elle est la plus importante du Sud de Poitiers.
De la même période historique, il existe également un camp romain à l'est du château de Chambonneau, un atelier métallurgique sur le lieu-dit de Courcelles et un ferrier à l'ouest des Communaux. De plus, une voie romaine, passant par un axe NNO/SSE, est observable sur les vues aérienne entre le Petit Chambonneau et la Baudonnière.
Sous l'Ancien Régime, le territoire actuel de la commune contenait plusieurs fiefs et même des arrière-fiefs.
Le roi Jean II le Bon a passé son premier repas de captivité au château de Chambonneau et y a peut-être dormi quand il fut fait prisonnier des Anglais le 19 septembre 1356 (Bataille de Poitiers - Nouaillé-Maupertuis).

## Politique et administration

### Liste des maires
| Période   | Période   | Identité           | Étiquette | Qualité |
| --------- | --------- | ------------------ | --------- | ------- |
|           |           |                    |           |         |
| mars 2001 | mars 2008 | Jean Hérault       |           |         |
| mars 2008 |           | Jean-Yves Grassien |           |         |

### Instances judiciaires et administratives
La commune relève du tribunal d'instance de Poitiers, du tribunal de grande instance de Poitiers, de la cour d'appel  Poitiers, du tribunal pour enfants de Poitiers, du conseil de prud'hommes de Poitiers, du tribunal de commerce de Poitiers, du tribunal administratif de Poitiers et de la cour administrative d'appel  de  Bordeaux, du tribunal des pensions de Poitiers, du tribunal des affaires de la Sécurité sociale de la Vienne, de la cour d’assises de la Vienne.

## Démographie
En 2022, la commune de Gizay comptait 364 habitants. À partir du XXIe siècle, les recensements réels des communes de moins de 10 000 habitants ont lieu tous les cinq ans. Les autres « recensements » sont des estimations. La densité de population de la commune est de 18 hab./km2. Celle du département est  de 61 hab./km2. Elle est de 68 hab./km2 pour la région Poitou-Charentes et de 115 hab./km2 pour la France (INSEE- 2008).
| 1793 | 1800 | 1806 | 1821 | 1831 | 1836 | 1841 | 1846 | 1851 |
| ---- | ---- | ---- | ---- | ---- | ---- | ---- | ---- | ---- |
| 313  | 296  | 377  | 292  | 424  | 477  | 448  | 428  | 430  |

| 1856 | 1861 | 1866 | 1872 | 1876 | 1881 | 1886 | 1891 | 1896 |
| ---- | ---- | ---- | ---- | ---- | ---- | ---- | ---- | ---- |
| 444  | 447  | 473  | 455  | 469  | 472  | 483  | 495  | 481  |

| 1901 | 1906 | 1911 | 1921 | 1926 | 1931 | 1936 | 1946 | 1954 |
| ---- | ---- | ---- | ---- | ---- | ---- | ---- | ---- | ---- |
| 463  | 511  | 508  | 424  | 367  | 338  | 346  | 354  | 348  |

| 1962 | 1968 | 1975 | 1982 | 1990 | 1999 | 2006 | 2007 | 2012 |
| ---- | ---- | ---- | ---- | ---- | ---- | ---- | ---- | ---- |
| 300  | 272  | 266  | 285  | 328  | 370  | 382  | 384  | 402  |

| 2017 | 2022 | - | - | - | - | - | - | - |
| ---- | ---- | - | - | - | - | - | - | - |
| 377  | 364  | - | - | - | - | - | - | - |

En 2008, selon l’Insee, la densité de population de la commune était de 18 hab./km2 contre 61 hab./km2 pour le département, 68 hab./km2 pour la région Poitou-Charentes et 115 hab./km2 pour la France.

## Économie

### Agriculture
Selon la direction régionale de l'Alimentation, de l'Agriculture et de la Forêt de Poitou-Charentes, il n'y a plus que 15 exploitations agricoles en 2010 contre 17 en 2000.
Les surfaces agricoles utilisées ont diminué et sont passées de 1 462 hectares en 2000 à 1 403 hectares en 2010. 39 % sont destinées à la culture des céréales (blé tendre essentiellement mais aussi orges et maïs), 17 % pour les oléagineux (colza et tournesol), 30 % pour le fourrage et 3 % restent en herbes. En 2010, un hectare (comme en 2000) est consacré à la vigne.
Neuf exploitations en 2010 (contre dix en 2000) abritent un élevage de bovins (711 têtes en 2010 contre 581 têtes en 2000). Sept exploitations en 2010 (contre neuf en 2000) abritent un élevage d'ovins en fort régression (339 têtes en 2010 contre 1 251 têtes en 2000). Cette évolution est conforme à la tendance globale du département de la Vienne. En effet, le troupeau d’ovins, exclusivement destiné à la production de viande, a diminué de 43,7 % de 1990 à 2007. L'élevage de volailles représente 522 têtes en 2010 (792 en 2000) répartis sur huit fermes (16 en 2000). L'élevage de chèvres a disparu en 2010 (717 têtes sur cinq fermes en 2000).

### Développement durable
La commune accueille l'une des cinq installations de stockage de déchets non dangereux d'une capacité de 80 000 tonnes. La capacité des cinq sites était de 474 000 tonnes en 2011.

## Culture locale et patrimoine

### Lieux et monuments
- Église Saint-Martin-et-Saint-Fiacre de Gizay. Elle est inscrite à l'Inventaire général du patrimoine culturel[33].
- Château de Chambonneau est inscrit comme Monument Historique depuis 1964.
- Château de Ferrière
- Lavoir de Ferrière
- Maison noble de Courcelles et sa chapelle de 1772
- Château des Roussières
- Château de la Brousse